# Sereno è...
Sereno è... è il secondo album di Drupi, pubblicato nell'autunno 1974, poco dopo l'album precedente.

## Tracce
Lato A
1. Sereno è... – 3:56 (Luigi Albertelli/Enrico Riccardi)
2. La mia via – 2:49 (Gianpiero Anelli, Enrico Riccardi/Gianpiero Anelli, Enrico Riccardi)
3. È mezzo matto – 4:47 (Luigi Albertelli/Enrico Riccardi)
4. Insieme noi – 3:04 (Luigi Albertelli/Enrico Riccardi)
5. In un motel – 3:12 (Gianpiero Anelli, Enrico Riccardi/Gianpiero Anelli, Enrico Riccardi)

Lato B
1. Mille lire – 3:33 (Luigi Albertelli/Enrico Riccardi)
2. In barca – 3:31 (Luigi Albertelli/Enrico Riccardi)
3. Al mercato – 3:14 (Luigi Albertelli/Enrico Riccardi)
4. Geloso io...? – 4:30 (Luigi Albertelli/Enrico Riccardi)

Coro diretto da Drupi
Produzione e orchestra dirette da Enrico Riccardi